# Атінаїкос (футбольний клуб)
Атінаїкос, повна назва Афінський атлетичний клуб (грец. Αθηναϊκός Αθλητικός Σύλλογος) — грецький футбольний клуб з муніципалітету Віронас, передмістя Афін. Заснований 1917 року. Домашній стадіон — національний стадіон Вірони. Основні клубні кольори — жовтий та червоний.
Перший свій матч команда клубу провела 1917 року, у сезоні 1990-1991 року — вперше потрапила до першого національного футбольного дивізіону Альфа Етнікі. У сезоні 1997-1998 року посіла 18 місце і понижена до другого дивізіону Бета Етнікі.

## Відомі гравці
Греція
- Ангелос Харістеас
- Нікос Сарганіс
- Йоргос Капураніс
- Васіліс Тзалокостас
- Манос Катракіс

Інші країни
- Маріос Агатоклеос
- Крісто Колев
- Йозеф Банчик